# Kunfehértó
Kunfehértó é um município da Hungria, situado no condado de Bács-Kiskun. Tem 78,37 km² de área e sua população em 2015 foi estimada em 2.058 habitantes.